# 塞舌爾航空
塞舌爾航空（Air Seychelles）是塞舌爾群島的國營航空公司，也是塞舌爾唯一一間航空公司。其總部設於馬埃，主要樞紐是塞舌尔国际机场。
塞舌爾航空由政府全資擁有，共有僱員663人。

## 歷史
塞舌爾航空成立於1977年9月15日，其名於1978年正式確立。1983年正式開辦國際航線，首兩個航點是伦敦和法兰克福。

### 重組
在經歷兩年的虧損後，塞舌爾航空計劃把公司重組及重新定位，以求轉虧為盈。重點包括先在2012年1月陸續停辦歐洲航線，改為與阿提哈德航空的實施代碼共享，並以阿布扎比作為中轉站。此外，在2013年1月起，會開辦前往中國和其他新航點。其中往來香港的新航點於2013年3月24日起投入服務，為重組後首條長途航線及首個遠東航點，中途停阿布扎比。
2012年3月16日，塞舌爾航空公布了一份兩年業務發展計劃，以改善營運狀況，重點如下：
- 引進空中巴士A330-200客機
- 2013年初開辦北京航點，屆時乘客可經塞舌爾接駁往返約翰尼斯堡
- 增加重點航點的班次
- 加強與阿提哈德航空合作，並擴大與該公司的代碼共享營運，以阿布扎比為兩公司的樞紐中轉站[2]。

2013年11月11日，塞舌爾航空正式與國泰航空簽署代碼共享協議，並於同年12月9日正式實施。
2014年8月28日，香港航空正式與塞舌爾航空簽訂一項代碼共享協議，為旅客赴亞洲、非洲或中東旅行提供更靈活的選擇。協議包括附加航班代碼「HX」於塞舌爾航空往返香港及塞舌爾群島、和往返香港及阿布扎比的航線，而塞舌爾航空亦將附加航空代碼「HM」於香港航空往返香港及泰國首都曼谷的直飛航班。
2015年，塞舌爾航空取消香港往返塞舌爾及阿布扎比的航線，並將此航線交由阿提哈德航空繼續執行，但阿提哈德航空執行的航班不會飛往塞舌爾，只會飛往阿布扎比。

## 機艙
塞舌爾航空的國際航線機隊設有兩種客艙：珍珠商務艙（Pearl Class）、經濟客艙。

## 航點

### 非洲
塞舌爾
- 马埃岛 - 塞舌尔国际机场

| 南非 | 約翰內斯堡 | 奧利弗·坦博國際機場 |

毛里求斯
- 毛里裘斯 - 西沃萨古尔·拉姆古兰爵士国际机场

馬達加斯加
- 塔那那利佛 - 塔那那利佛/伊瓦图国际机场（2014年12月3日起）

坦桑尼亞
- 达累斯萨拉姆 - 朱利叶斯·尼雷尔国际机场（2014年12月2日起）

### 亞洲
阿拉伯聯合酋長國
- 阿布扎比 - 阿布扎比國際機場

印度
- 孟买 - 贾特拉帕蒂·希瓦吉国际机场（2014年12月2日起）

### 歐洲
法國
- 巴黎 - 戴高樂國際機場

## 機隊

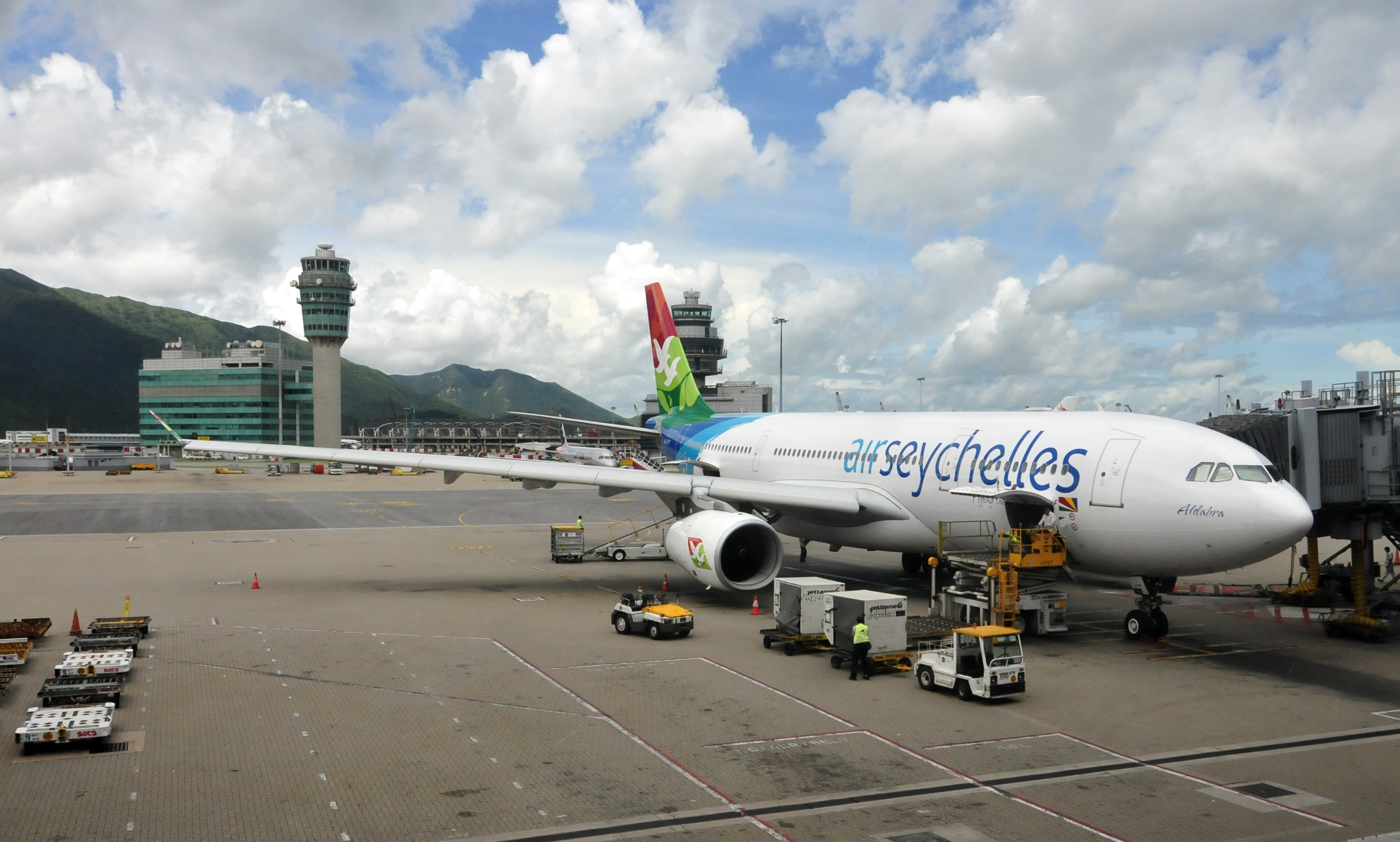
塞舌爾航空的空中巴士A330-200

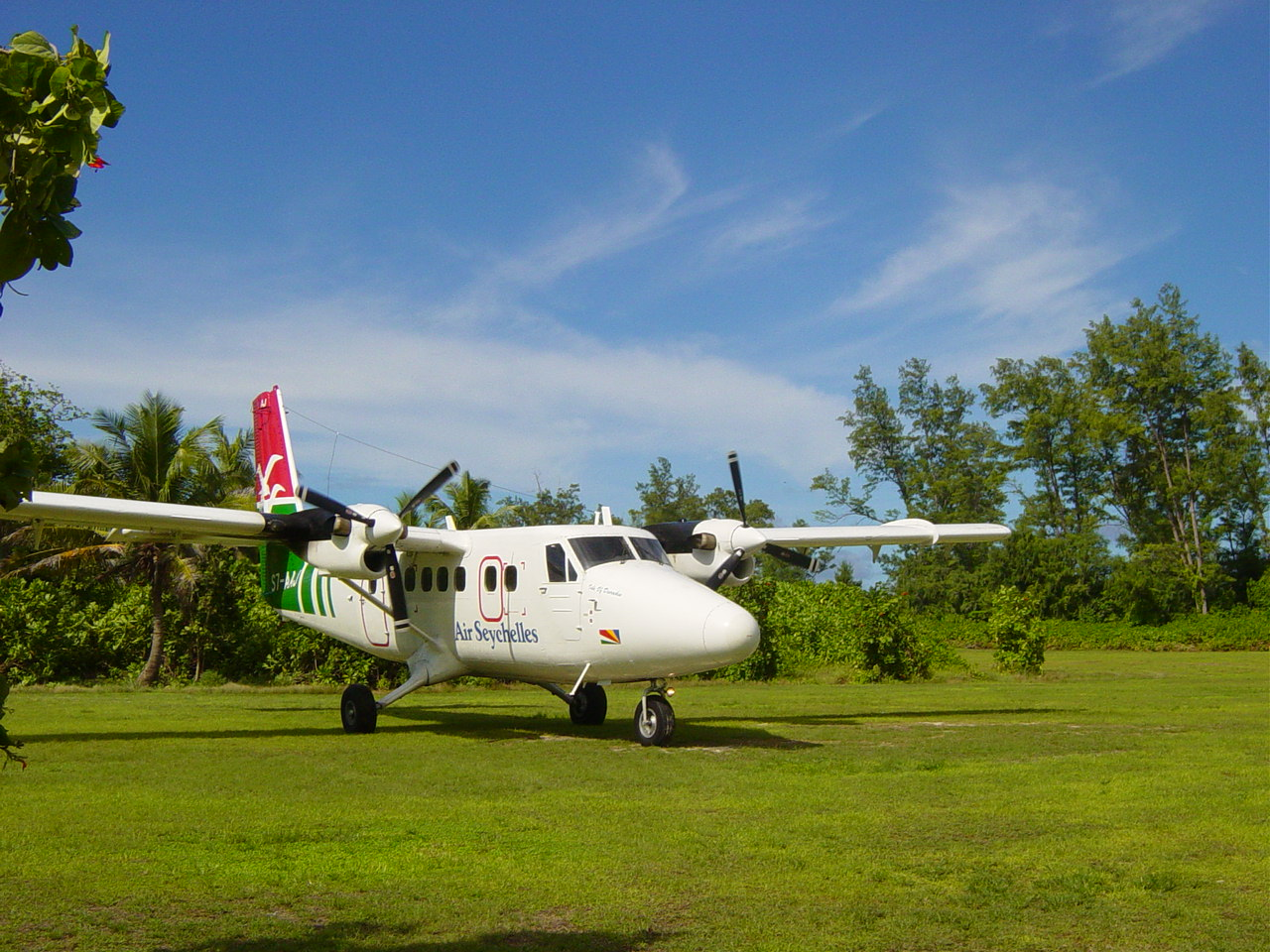
塞舌爾航空的DHC-6

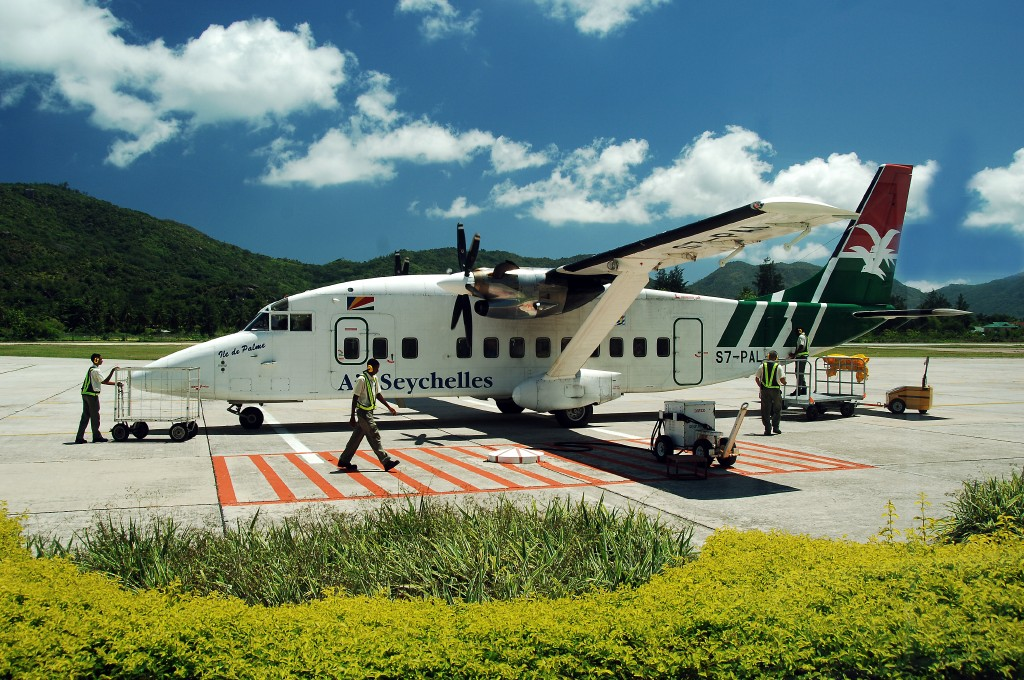
塞舌爾航空的肖特360型

截至2016年7月，塞舌爾航空的機隊擁有下列飛機：

## 外部連結
- 塞舌爾航空官方網站